# الطبق الأول

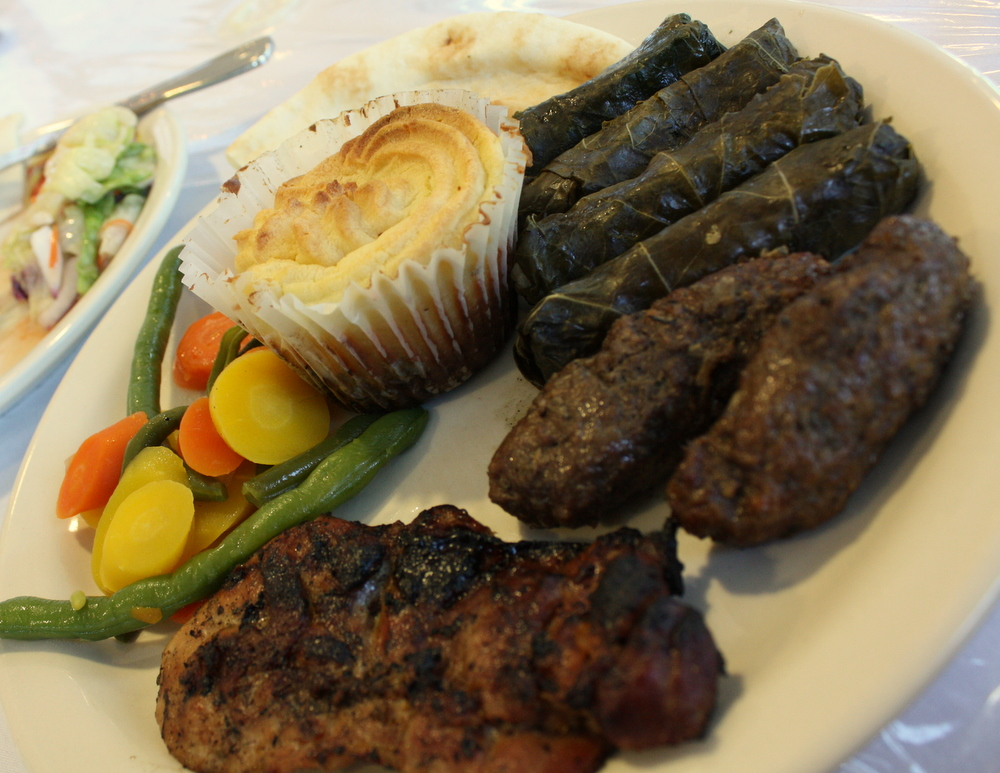
طبق المقبلات في مطعم مصري

المَدخل أو الطبق الرئيسي أو الطبق الأول (بالإنجليزية: entrée) (/ˈɑːntreɪ/AHN-tray، اللغة الفرنسية «دخول») هو طبق يُقدم قبل الطبق الرئيسي أو بين الطبقين الرئيسيين للوجبة.
وأدى الاختفاء في أوائل القرن العشرين للطبق الرئيسي الجماعي الكبير مثل الشواء باعتباره جزءًا قياسيًا من الوجبة في العالم الناطق باللغة الإنجليزية إلى طرح المصطلح المستخدم لوصف الطبق الرئيسي نفسه في بعض المناطق. ويقتصر هذا الاستخدام إلى حد كبير على أمريكا الشمالية وهو ليس مألوفًا في معظم البلدان الناطقة باللغة الإنجليزية. ومع ذلك، يرد هذا الاستخدام في بعض القواميس الإنجليزية دون غيرها.
ونادرًا ما يتم استخدام المصطلح entrée (الطبق الأول) فيما يتعلق بالمشهيات، ويُطلق عليه أيضًا «الطبق الأول» أو «فاتح الشهية» أو «البادئ». وفي فرنسا، على الرغم من ذلك، فإن المصطلح "entrée"، كلمة فرنسية تعني مدخلاً أو بداية، يصف دائمًا الطبق الأول، وليس الطبق الرئيسي.
في عام 1970، أعطى ريتشارد أولني، أمريكي يعيش في باريس، مكان الطبق الأول (entrée) في قائمة كاملة فرنسية: قائلاً «إن وجبة عشاء تبدأ بالحساء مرورًا بطبق الأسماك، الطبق الرئيسي، والشربات (مشروب غازي) والشواء والسلطة والجبن والحلوى، ويمكن أن يكون هذا مصحوبًا بمشروبات، تمثل مشكلة خاصة بالتناغم». في عام 1967 حددت جوليا تشايلد (Julia Child) وشركاءها في التأليف طبيعة مثل هذه الأطباق الأولية (entrées)، التي - عندما لم تسبق المشويات - قد تكون بمثابة الطبق الرئيسي لمأدبة الغداء، وذلك في الفصل الذي يحمل العنوان «الأطباق الأولى وأطباق مأدبة الغداء» الذي تضمن أطباق كويتش (فطائر محمصة) وتورتات وأطباق المطبوخ بالجين المبشور وأطعمة محمرة وتيمبال وجنوتشي وكوينيل وكريب.

## الاستخدام

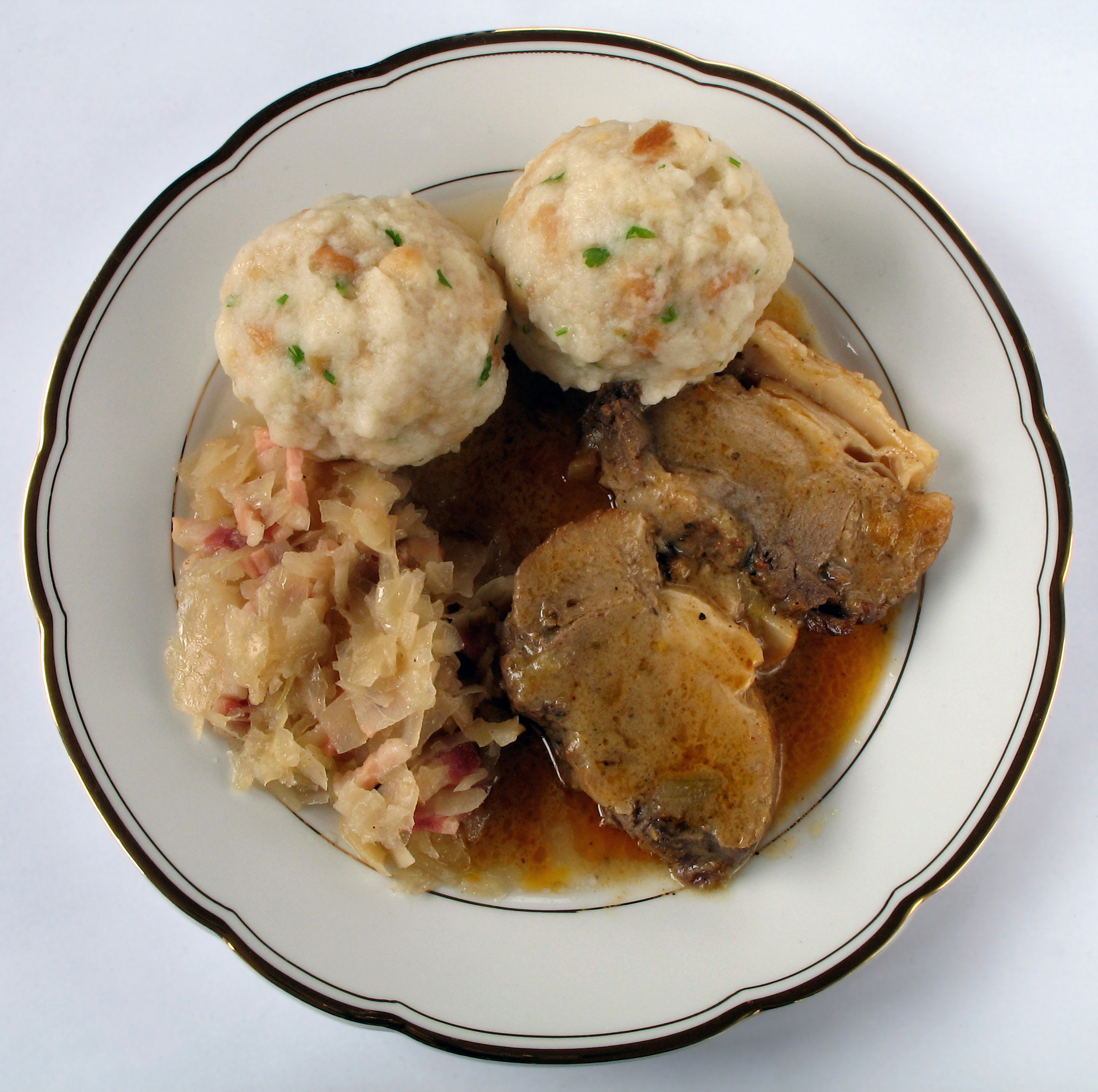
في الولايات المتحدة وأجزاء من كندا، يُسمى الطبق الرئيسي (entree).

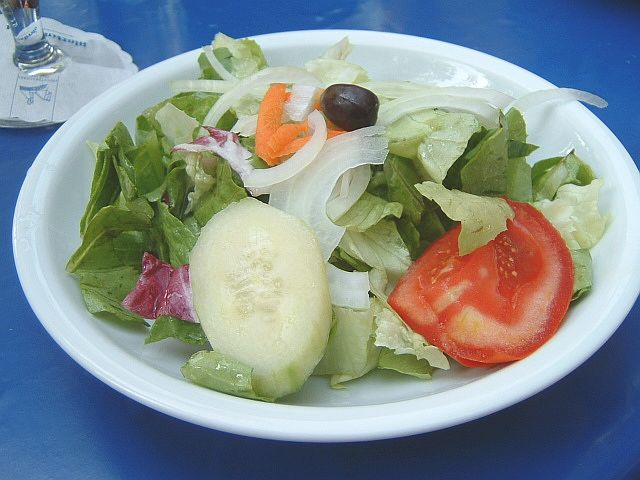
في بعض المناطق، يمكن تقديم السلطة كطبق أول (entrée).

أوضحت ماري أنطوان كاريمي (Marie-Antoine Carême) لجمهور القراء الناطقين بالفرنسية ترتيب الأطباق في حالة وجبة العشاء dinner à la russe لمراجعته من قِبل القيصر ألكسندر الأول بشأن قواته في عام 1815، في موقع معزول بعيدًا عن باريس، في ظل ظروف صعبة:
يتم تنفيذ خدمة الطعام الروسية على نحو سريع وبدفء؛ حيث يتم أولاً تقديم المحار؛ بعد ذلك الحساء والمقبلات؛ ثم قطعة كبيرة من اللحوم؛ ثم أطباق مقبلات الأسماك والطيور والحيوانات المصيدة واللحوم والحلوى من الخضراوات؛ ثم اللحم المشوي مع السلطة. وتنتهي المأدبة بالحلويات: الهلام (الجيلي) والكريمات والسوفليه.
في كتاب التدبير المنزلي للسيدة بيتون (Mrs Beeton)، الفصل 40، فإن قائمة المأكولات الخاصة بمأدبة عشاء فاخر بتاريخ 18 يناير 1887، تتبع نوعين من الأسماك ونوعين من الحساء مع أربعة أطباق رئيسية (entrées): بنكرياس العجل وPoulet à la Marengo، شرائح لحم الخنزير ويخني جراد البحر. ومن غير المتوقع أن يأكل الضيوف من كل طبق، بالطبع، حيث تبع الأطباق الأولى طبق ثان وطبق ثالث من الحيوانات المصيدة والفاكهة.
إن الأطباق الأولى هي أطباق أساسية أكثر من كونها مقبلات وتُعتبر نوعًا متوسطًا من الأطباق الرئيسية، وفي بعض الأحيان تضم قوائم المطعم نفس الطبق بخدمات مختلفة الحجم كالأطباق الأولى والأطباق الرئيسية.
غالبًا ما يُستخدم الطبق الأول (أو بالإنجليزية: entree) في الولايات المتحدة ومناطق معينة من كندا (باستثناء كيبك) باعتباره الطبق الرئيسي. ويتبع سكان كيبك الناطقين بالإنجليزية الاستخدام الفرنسي للمصطلح.

## المنشأ

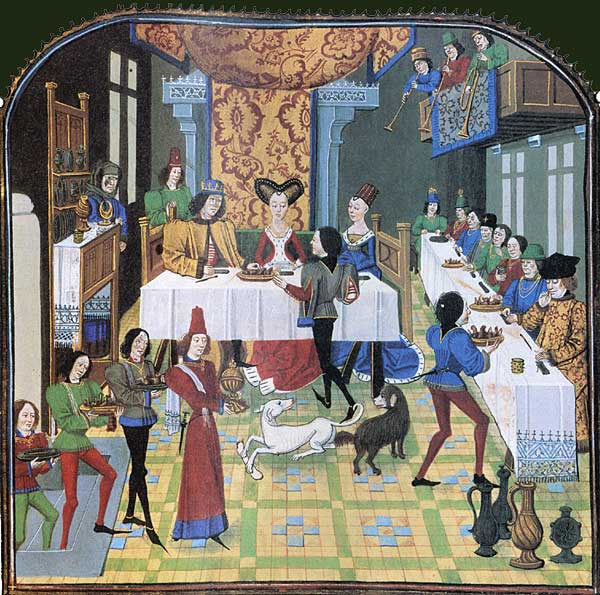
طبق أول (رئيسي) في مأدبة فرنسية بالقرن الخامس عشر

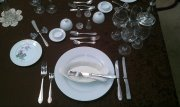
طبق أول (رئيسي)

كلمة entrée (طبق أول) هي فرنسية. وهي تدل في الأصل على «دخول» الأطباق من المطبخ إلى قاعة الطعام. في الرسم التوضيحي من القرن الخامس عشر المخطوطة المضيئة الخاصة بـ Histoire d'Olivier de Castille et d'Artus d'Algarbe، تعلن أصوات أبواق من العازفين في فرقة الموسيقيين عن وصول الطبق الأول (entrée) ضمن سلسلة من الأطباق التي يسبقها كأس مغطى يُعتبر سلفًا للسلطانية، يحملها رئيس خدم المائدة. وسيظهر الطبق الأول في القاعة ولكن سيقدم فقط إلى طاولة كبار الضيوف (على الرغم من أنه لا يقف على منصة في هذه القاعة)، حيث يتم فصل الضيوف بواسطة سرادق من الذهب والدمقس القرمزي.
في المطبخ الراقي الفرنسي التقليدي، يسبق الطبق الأول (entrée) طبقًا أكبر يُعرف باسم relevé، الذي «يحل محله» أو «يلطفه»، وهو مصطلح عفا عليه الزمن في مجال الطهي الحديث، ولكنه ظل يُستخدم حتى أواخر عام 1921 في كتاب إسكوفيه دليل الطهو.
وفي فرنسا، فإن معنى "الطبق الأول" (entrée) في قائمة المطعم الحديث هو الطبق الذي يسبق الطبق الرئيسي في وجبة تتكون من ثلاثة أقسام،  بمعنى أنه الطبق الذي يُسمى غالبًا عند البريطانيين "البادئ" وعند الأمريكيين "فاتح الشهية". وبالتالي فإن الوجبة الفرنسية الحديثة النموذجية التي تتألف من ثلاثة أقسام في مطعم ما تتألف من "entrée" (الطبق الأول، البادئ (المملكة المتحدة) وفاتح الشهية (الولايات المتحدة)) يتبعه "الطبق الرئيسي) ثم الحلوى أو الجبن. وعادة ما يوجد هذا التكوين في قوائم الوجبة متعددة الأطباق.

## وصلات خارجية
- Why Americans say Entrée when everyone else says Main
- The Straight Dope on the meaning of entrée
- Wikibooks Cookbook